# アステカ文字

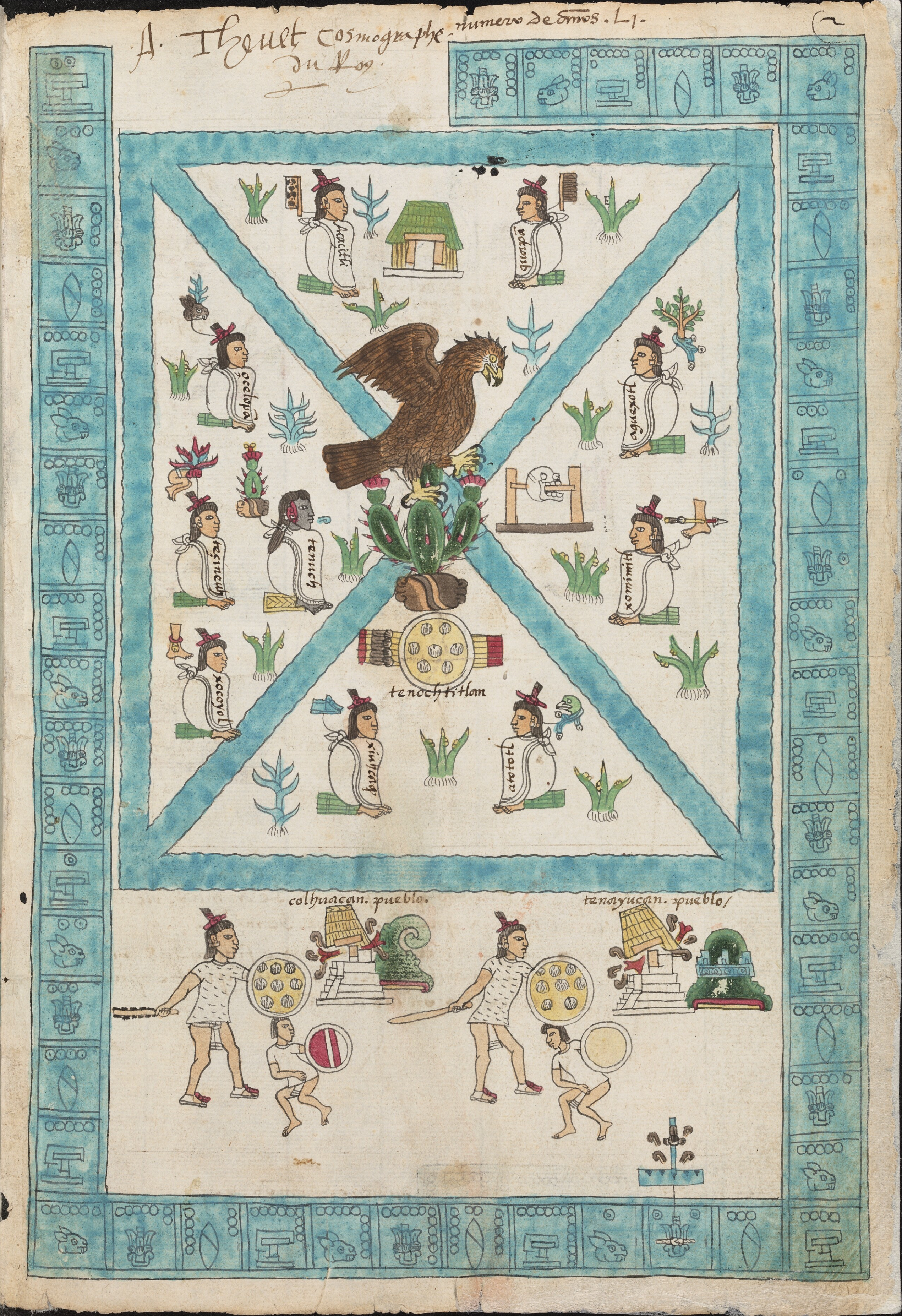
メンドーサ文書よりテノチティトランの建設を記した箇所。地名をアステカ文字で記す

アステカ文字（アステカもじ）は、スペインによるアメリカ大陸の植民地化以前のアステカで使われていた文字で、スペイン人の到来以後もしばらく使われていた。
マヤ文字と異なり、言語として読むことはできず、文字というよりも原文字と呼ぶのがふさわしい。

## 概要
アステカ文字は、記号化された絵と象形文字の2つの部分から構成される。出来事や場所・人・物といった主要な内容は絵によって表されるが、これらの絵は特定の言語とは結びついていない。
一方、象形文字は数百種類があるが、暦の日付、数字、人名および官職、地名などに用途が限られている。表音的な側面もあるが、表すことができるのは単語に限られ、文章を記すことはできない。
文書はナワトル語でamatlと呼ばれるが、これはイチジクを意味し、主にイチジクの樹皮で作った一種の紙の上に書かれた（アマテを参照）。tlacuiloと呼ばれる専門の訓練を受けた書記がいた。
文字を読む順序はまちまちである。

## 資料

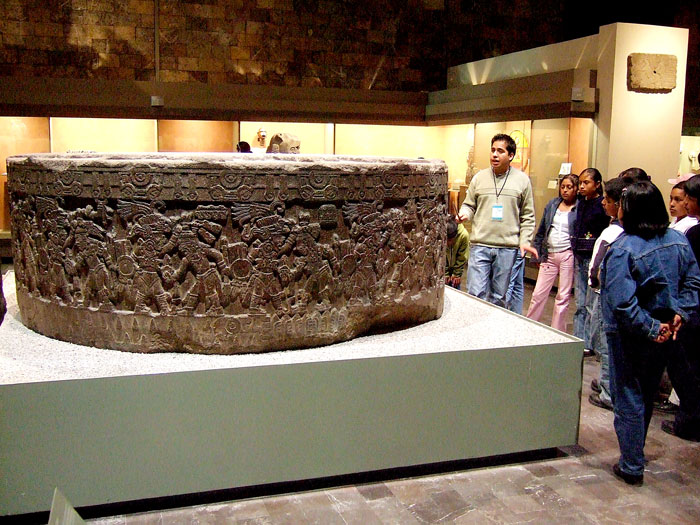
ティソク石碑。ティソクが征服した都市の名が文字で記されている

- 碑文は、マヤ文字と異なって少数のものしか残っていない。もっとも有名なものは15世紀後半のティソク石碑の碑文である。
- 文書（コデックス）は、16世紀の植民地化の過程で失われ、現存する20ほどはそれ以降に書かれたものである[3]。ブルボン文書、メンドーサ文書などがよく知られる。内容は神話や祭儀に関するもの、占い、暦、系譜、歴史、地図、行政関係（貢納品の一覧、土地の所有者の記録など）など多様である[7][6]。メンドーサ文書はスペイン語で説明が加えてあり、アステカ文字を理解するために重要である。

## 絵
アステカ文字文書において絵は主要な部分をなす。たとえば、「4艘のカヌーを壊した」ことは、カヌーの絵を4つと、岩を持ってそれを壊している人物によって表される。また、寺院が燃えている絵によって都市の征服を表す。絵でうまく表せない内容は、しばしば同音語（または近い音の語）を使って語呂合わせ的に表現される。

## 象形文字
たとえばTochtepecという地名は、toch(tli)「ウサギ」、tepe(tl)「山」、c「場所」から構成されるので、山の上にウサギの頭を描いた文字で表す。
地名にはtepetl（山）を含むことが多いが、そうでない場合でも文字に山を含んでいることがある。この場合、山が一種の限定符として使われている。
表音的に表わされることもあり、たとえばCoatlanという地名は「多くのヘビがいる所」という意味だが、ヘビと歯から構成される字で表される。これはcoa(tl)（ヘビ）とtlan(tli)（歯）を組み合わせたものである。
右図の一番上では、Mapachtepec（アライグマの山）を mai(tl) 腕・pach(tli) 苔・tepe(tl) 山によって表している。下の Mazatlan（鹿の多い所）、Huitztlan（茨の多い所）ではtlanを歯で表す。
表音的な表記は、スペインの人名の表記にも使われた。たとえばトマス（Tomás）は、tototl（鳥）とmaitl（腕）を組み合わせることで表した（最初の1音節のみを利用）。

## 数字
数は20進法に従い、1は丸い点（⦿）または指の形で表す。20は旗(pantli)で表される。400はツォントリ(tzontli)、8000はシキピリ(xiquipilli)と呼び、それぞれ専用の記号がある。ほかに省略記法がある。
|    |     |      |
| 20 | 400 | 8000 |

## 日付
アステカ暦には、マヤ暦のハアブにあたる365日のシウポワリと、ツォルキンにあたる260日のトナルポワリがある。前者は18の月のそれぞれが専用の字を持っていた。後者は20日周期と13日周期の組み合わせだが、13日周期は数字で表し、20日周期には動物などの名がついていて、その名と関係する文字によって表す。両者の暦を組み合わせた52年からなるカレンダー・ラウンドの各年は、tonalpohualliの20日周期からtochtli（ウサギ）・acatl（芦）・tecpatl（石刀）・calli（家）の4つを取り、これを13の数字と組み合わせることで表現する。たとえば1506年は「1 tochtli」、1507年は「2 acatl」になる。